# Mateusz Praszelik
Mateusz Praszelik (* 26. září 2000, Ratiboř) je polský fotbalový záložník.

## Klubová kariéra
Praszelik je odchovancem Legie Warszawa. V prvním týmu debutoval 13. března 2019 v utkání čtvrtfinále poháru proti Rakówu Częstochowa (prohra 1:2 v prodl.), když nastoupil do 2. poloviny prodloužení. Ligový debut odehrál 21. července téhož roku v prvním kole proti Pogoń Szczecin, šlo zároveň o debut v základní sestavě. Mnoho dalších startů nepřidal, ve zbytku ročníku nastoupil do dalších čtyř utkání, z toho jednou do základní sestavy. V létě 2020 odešel jako volný hráč do Śląsku Wrocław. Ve Vratislavi začal od začátku nastupovat v základní sestavě.